# Puerto Montt
Puerto Montt je grad i općina u Čileu, u regiji Los Lagos. Površina joj je 1.673 km². Nalazi se na 14 metara nadmorske visine. Po posljednjem službenom popisu stanovništva iz 2002. godine, općina Puerto Montt imala je 175.938 stanovnika.

## Vanjske poveznice
- Službena stranica  Arhivirana inačica izvorne stranice od 3. svibnja 2011. (Wayback Machine) {es}